# Just Dance 2023 Edition
Just Dance 2023 Edition es el decimocuarto videojuego de ritmo de baile de la serie Just Dance que se lanzará anualmente, después de que la serie cambiara a un formato de servicio en vivo. Es el primer juego de la saga en funcionar como paquete de canciones anuales que se añadirán al nuevo juego base: Just Dance®, de descarga gratuita. Este juego base incluye una demo gratuita de 2 canciones. 
Precedido por Just Dance 2022, desarrollado y publicado por Ubisoft. Se lanzó el 22 de noviembre de 2022 para Nintendo Switch, PlayStation 5 y Xbox Series X y Series S, y se planea lanzar para PC. Es el tercer juego de la serie, después del título inicial y Just Dance 2021, que no fue anunciado en el E3. También es el primero después de 9 años consecutivos en no salir para las consolas de octava generación Xbox One y PS4.

## Modo de juego
Como en las anteriores entregas, el jugador tiene que seguir al entrenador de la pantalla como si este fuera su reflejo en un espejo.
La interfaz de usuario del juego recibió un importante rediseño, cuyo objetivo es emular los que se ven en los servicios de transmisión directo, como Netflix, Hulu o Disney+. Una nueva función multijugador en línea fue agregado, donde hasta seis jugadores pueden unirse a un grupo privado.
Las cartas de los bailarines (dance cards) se renuevan, con imágenes de los entrenadores en lugar de avatares, y se agregan stickers para mostrar cómo se sienten los jugadores después de cada canción.

## Lista de Canciones
Anunciado en septiembre de 2022 y revelando canciones semanalmente, se confirma que las siguientes 40 canciones + 4 canciones exclusivas regionales para Francia, Italia, Países Bajos y Japón aparecerán en Just Dance 2023 Edition:
| Canción                                    | Artista                                                             | Año         | Modo     | Dificultad | Intensidad | Bailarín(a/es/as) |
| ------------------------------------------ | ------------------------------------------------------------------- | ----------- | -------- | ---------- | ---------- | ----------------- |
| Anything I Do                              | CLiQ ft. Ms Banks & Alika                                           | 2018        | Trío     | Extrema    | Intensa    | ♀/♂/♀             |
| As It Was                                  | Harry Styles                                                        | 2022        | Solo     | Normal     | Moderada   | ♂                 |
| Boy With Luv                               | BTS ft. Halsey                                                      | 2019        | Solo     | Extrema    | Intensa    | ♂                 |
| Bring Me To Life                           | Evanescence                                                         | 2003        | Dúo      | Difícil    | Intensa    | ♀/♂               |
| CAN'T STOP THE FEELING!                    | Justin Timberlake                                                   | 2016        | Dúo      | Fácil      | Moderada   | ♀/♂               |
| Danger! High Voltage                       | Electric Six                                                        | 2002        | Dúo      | Normal     | Moderada   | ♂/♂               |
| Disco Inferno                              | The Trammps                                                         | 1976        | Solo     | Fácil      | Moderada   | ♂                 |
| drivers license                            | Olivia Rodrigo                                                      | 2021        | Solo     | Fácil      | Baja       | ♀                 |
| Dynamite                                   | BTS                                                                 | 2020        | Cuarteto | Extrema    | Intensa    | ♂/♂/♂/♂           |
| farfalle                                   | Sangiovanni                                                         | 2022        | Solo     | Extrema    | Moderada   | ♀                 |
| Good Ones                                  | Charli XCX                                                          | 2021        | Solo     | Fácil      | Moderada   | ♀                 |
| Heat Waves                                 | Glass Animals                                                       | 2020        | Solo     | Normal     | Baja       | X                 |
| I Knew You Were Trouble (Taylor's Version) | Taylor Swift                                                        | 2012 (2021) | Solo     | Normal     | Baja       | ♀                 |
| If You Wanna Party                         | The Just Dancers                                                    | 2022        | Solo     | Normal     | Baja       | ♀                 |
| Jamais Lâcher                              | Michou                                                              | 2022        | Solo     | Normal     | Moderada   | ♂                 |
| Locked Out of Heaven (NK)                  | Bruno Mars                                                          | 2012        | Solo     | Normal     | Moderada   | ♂                 |
| Love Me Land                               | Zara Larsson                                                        | 2020        | Solo     | Difícil    | Moderada   | ♀                 |
| Magic                                      | Kylie Minogue                                                       | 2020        | Solo     | Fácil      | Baja       | ♀                 |
| Majesty                                    | Apashe ft. Wasiu                                                    | 2018        | Dúo      | Difícil    | Intensa    | X/X               |
| Million Dollar Baby                        | Ava Max                                                             | 2022        | Solo     | Fácil      | Baja       | ♀                 |
| MORE                                       | K/DA ft. Madison Beer, (G)I-dle, Lexie Liu, Jaira Burns & Seraphine | 2020        | Cuarteto | Extrema    | Intensa    | ♀/♀/♀/♀           |
| Numb                                       | Linkin Park                                                         | 2003        | Solo     | Difícil    | Intensa    | ♀                 |
| Physical                                   | Dua Lipa                                                            | 2020        | Solo     | Fácil      | Intensa    | ♀                 |
| Playground                                 | Bea Miller                                                          | 2021        | Solo     | Fácil      | Moderada   | ♀                 |
| Psycho                                     | Red Velvet                                                          | 2019        | Trío     | Extrema    | Intensa    | ♀/♀/♀             |
| Radioactive                                | Imagine Dragons                                                     | 2012        | Trío     | Normal     | Baja       | ♂/♂/♂             |
| Rather Be                                  | Clean Bandit ft. Jess Glynne                                        | 2014        | Solo     | Difícil    | Intensa    | ♀                 |
| Sissy That Walk                            | RuPaul                                                              | 2014        | Solo     | Fácil      | Moderada   | ♂                 |
| STAY                                       | The Kid Laroi & Justin Bieber                                       | 2021        | Solo     | Normal     | Moderada   | ♂                 |
| Sweet but Psycho                           | Ava Max                                                             | 2018        | Solo     | Normal     | Moderada   | ♀                 |
| Telephone                                  | Lady Gaga ft. Beyoncé                                               | 2010        | Solo     | Normal     | Moderada   | ♀                 |
| Top Of The World                           | Shawn Mendes                                                        | 2022        | Solo     | Fácil      | Baja       | ♂                 |
| Toxic                                      | Britney Spears                                                      | 2003        | Solo     | Normal     | Moderada   | ♀                 |
| Therefore I Am                             | Billie Eilish                                                       | 2020        | Solo     | Fácil      | Baja       | ♀                 |
| UbuLove                                    | Naniwa Danshi                                                       | 2021        | Trío     | Difícil    | Moderada   | ♂/♂/♂             |
| Vleugels                                   | K3                                                                  | 2022        | Trío     | Normal     | Baja       | ♀/♀/♀             |
| Walking on Sunshine*                       | Katrina and the Waves (Top Culture)                                 | 1985        | Solo     | Normal     | Intensa    | X                 |
| WANNABE                                    | ITZY                                                                | 2020        | Trío     | Extrema    | Intensa    | ♀/♀/♀             |
| Watch Out for This (Bumaye)                | Major Lazer ft. Busy Signal, The Flexican & FS Green                | 2013        | Cuarteto | Normal     | Intensa    | ♀/♂/♀/♂           |
| We Don't Talk About Bruno                  | Cast from Encanto                                                   | 2021        | Solo     | Normal     | Baja       | ♀                 |
| Witch                                      | Apashe ft. Alina Pash                                               | 2021        | Solo     | Normal     | Moderada   | ♀                 |
| Woman (NK)                                 | Doja Cat                                                            | 2021        | Cuarteto | Normal     | Baja       | ♀/♀/♀/♀           |
| Wouldn't It Be Nice*                       | The Beach Boys (The Sunlight Shakers)                               | 1966        | Dúo      | Fácil      | Moderada   | ♂/♂               |
| Zooby Doo                                  | Tigermonkey                                                         | 2015        | Dúo      | Fácil      | Moderada   | ♂/♀               |

- (*) Cover.
- () Canción exclusiva de Francia.
- () Canción exclusiva de Italia y posteriormente para todo el mundo en Just Dance+.
- () Canción exclusiva de Japón y posteriormente para todo el mundo en Just Dance+.
- () Canción exclusiva de la región de Benelux y posteriormente para todo el mundo en Just Dance+.
- Una (NK) indica que la canción no está disponible en Corea Del Sur

## Versiones Alternativas
Just Dance 2023 Edition también se compone de las siguientes 12 rutinas alternativas de los sencillos principales (+2 exclusivas regionales): 
| Canción                 | Artista                                                             | Año  | Nombre                          | Modo | Dificultad | Intensidad | Bailarín(a/es/as) |
| ----------------------- | ------------------------------------------------------------------- | ---- | ------------------------------- | ---- | ---------- | ---------- | ----------------- |
| Boy With Luv            | BTS ft. Halsey                                                      | 2019 | Versión Alternativa             | Trío | Difícil    | Moderada   | ♂/♂/♂             |
| CAN'T STOP THE FEELING! | Justin Timberlake                                                   | 2016 | Versión Príncipe del Danceverso | Solo | Difícil    | Intensa    | ♂                 |
| Danger! High Voltage    | Electric Six                                                        | 2002 | Versión 16-BIT                  | Solo | Normal     | Moderada   | ♂                 |
| Dynamite                | BTS                                                                 | 2020 | Versión Alternativa             | Solo | Normal     | Moderada   | ♂-♂-♂-♂           |
| MORE                    | K/DA ft. Madison Beer, (G)I-dle, Lexie Liu, Jaira Burns y Seraphine | 2020 | Versión Seraphine               | Solo | Normal     | Baja       | ♀                 |
| Physical                | Dua Lipa                                                            | 2020 | Versión Extrema                 | Solo | Extrema    | Intensa    | ♀                 |
| Psycho                  | Red Velvet                                                          | 2019 | Versión Alternativa             | Solo | Fácil      | Baja       | ♀                 |
| STAY                    | The Kid Laroi & Justin Bieber                                       | 2021 | Versión Inflables               | Dúo  | Fácil      | Moderada   | ♂/♂               |
| STAY                    | The Kid Laroi & Justin Bieber                                       | 2021 | Versión VIP-Made                | Trío | Extrema    | Moderada   | ♀/♀/♀             |
| Telephone               | Lady Gaga ft. Beyoncé                                               | 2010 | Versión Fugitivas               | Dúo  | Normal     | Baja       | ♀/♀               |
| Toxic                   | Britney Spears                                                      | 2003 | Versión Extrema                 | Solo | Extrema    | Moderada   | ♀                 |
| WANNABE                 | ITZY                                                                | 2020 | Versión Alternativa             | Solo | Normal     | Moderada   | ♀                 |
| Woman                   | Doja Cat                                                            | 2021 | Versión de la Madre de Todos    | Solo | Normal     | Moderada   | ♀                 |
| Woman                   | Doja Cat                                                            | 2021 | Versión VIP-Made                | Solo | Difícil    | Moderada   | ♀                 |

- () Canción exclusiva de Canadá.
- () Canción exclusiva de Corea.

## Just Dance+
Just Dance®+ es un servicio de streaming de pago que da acceso a un catálogo en constante crecimiento con acceso a las canciones de las ediciones anteriores, nuevas canciones a lo largo de todo el año y ventajas exclusivas cada temporada.

#### Canciones Exclusivas
Esta es la lista de canciones exclusivas que se suman al catálogo principal a través de este servicio:
| Canción                                             | Artista                       | Año             | Modo            | Dificultad      | Intensidad      | Bailarín(a/es/as) | Fecha estreno         |
| World Tour 2023                                     | World Tour 2023               | World Tour 2023 | World Tour 2023 | World Tour 2023 | World Tour 2023 | World Tour 2023   | World Tour 2023       |
| --------------------------------------------------- | ----------------------------- | --------------- | --------------- | --------------- | --------------- | ----------------- | --------------------- |
| farfalle                                            | Sangiovanni                   | 2022            | Solo            | Extrema         | Moderada        | ♀                 | 6 de enero de 2023    |
| UbuLove                                             | Naniwa Danshi                 | 2021            | Trío            | Difícil         | Moderada        | ♂/♂/♂             | 6 de enero de 2023    |
| Vleugels                                            | K3                            | 2022            | Trío            | Normal          | Baja            | ♀/♀/♀             | 12 de enero de 2023   |
| Woman (VIP)                                         | Doja Cat                      | 2021            | Solo            | Difícil         | Moderada        | ♀                 | 12 de enero de 2023   |
| STAY (VIP)                                          | The Kid Laroi & Justin Bieber | 2021            | Trío            | Extrema         | Moderada        | ♀/♀/♀             | 19 de enero de 2023   |
| Temporada 1: Lover Coaster                          |                               |                 |                 |                 |                 |                   |                       |
| abc (nicer)                                         | GAYLE                         | 2021            | Solo            | Normal          | Moderada        | ♀                 | 27 de febrero de 2023 |
| thank u, next                                       | Ariana Grande                 | 2018            | Solo            | Normal          | Baja            | ♀                 | 9 de marzo de 2023    |
| Wet Tennis                                          | Sofi Tukker                   | 2022            | Dúo             | Normal          | Moderada        | ♂/♀               | 16 de marzo de 2023   |
| Provenza                                            | Karol G                       | 2022            | Dúo             | Normal          | Baja            | ♀/♂               | 30 de marzo de 2023   |
| About Damn Time                                     | Lizzo                         | 2022            | Dúo             | Difícil         | Moderada        | ♀/♂               | 6 de abril de 2023    |
| Temporada 2: Showdown (con Eurovision Song Contest) |                               |                 |                 |                 |                 |                   |                       |
| SloMo                                               | Chanel                        | 2022            | Trio            | Extrema         | Intensa         | ♂/♀/♂             | 9 de mayo de 2023     |
| Give That Wolf A Banana                             | Subwoolfer                    | 2022            | Dúo             | Normal          | Moderada        | ♂/♂               | 17 de mayo de 2023    |
| Euphoria                                            | Loreen                        | 2012            | Solo            | Fácil           | Baja            | ♀                 | 25 de mayo de 2023    |
| Beggin'                                             | Måneskin                      | 2017            | Solo            | Difícil         | Intensa         | ♂                 | 15 de junio de 2023   |
| Trenulețul                                          | Zdob și Zdub & Frații Advahov | 2021            | Trío            | Normal          | Intensa         | ♀/♂/♂             | 22 de junio de 2023   |
| Temporada 3: Beach, Summer & Vampires               |                               |                 |                 |                 |                 |                   |                       |
| Sunroof                                             | Nicky Youre & dazy            | 2021            | Solo            | Normal          | Moderada        | ♂                 | 20 de julio de 2023   |
| Bloody Mary                                         | Lady Gaga                     | 2011            | Solo            | Normal          | Baja            | ♀                 | 27 de julio de 2023   |
| Miraculous                                          | Lou & Lenni-Kim               | 2017            | Dúo             | Fácil           | Moderada        | ♀/♂               | 10 de agosto de 2023  |
| Sacrifice                                           | The Weeknd                    | 2022            | Solo            | Fácil           | Baja            | ♂                 | 17 de agosto de 2023  |
| DJ Got Us Fallin' in Love                           | Usher                         | 2010            | Dúo             | Normal          | Moderada        | ♂/♀               | 24 de agosto de 2023  |

- (VIP) Versión VIP-Made.
- "Miraculous Official Theme Song" no forma parte de la Temporada 3 pero fue lanzada durante ésta.

#### Canciones Legacy
Las canciones de entregas anteriores de Just Dance y presentadas anteriormente en Unlimited portadas al servicio (además de las 150 canciones que ya estaban disponibles en el lanzamiento) incluyen:
| Canción                                         | Artista                                                       | Año  | Fecha de adición                                                       | Juego original          |
| ----------------------------------------------- | ------------------------------------------------------------- | ---- | ---------------------------------------------------------------------- | ----------------------- |
| Bangarang                                       | Skrillex ft. Sirah                                            | 2012 | 29 de noviembre de 2022                                                | Just Dance 2020         |
| Hot Stuff                                       | Donna Summer                                                  | 1979 | 29 de noviembre de 2022                                                | Just Dance 2            |
| Istanbul (Not Constantinople)                   | They Might Be Giants                                          | 1990 | 29 de noviembre de 2022                                                | Just Dance 4            |
| No Tears Left to Cry                            | Ariana Grande                                                 | 2018 | 29 de noviembre de 2022                                                | Just Dance 2019         |
| God Is a Woman                                  | Ariana Grande                                                 | 2018 | 8 de diciembre de 2022                                                 | Just Dance 2020         |
| The Master Blaster                              | Inspector Macreau                                             | 1969 | 8 de diciembre de 2022                                                 | Just Dance 3            |
| Born to be Wild                                 | Steppenwolf                                                   | 1968 | 16 de diciembre de 2022                                                | Just Dance 2            |
| E.T.                                            | Katy Perry                                                    | 2011 | 16 de diciembre de 2022                                                | Just Dance 3            |
| Hot n Cold (Chick Version)                      | Katy Perry                                                    | 2008 | 16 de diciembre de 2022                                                | Just Dance              |
| Juice                                           | Lizzo                                                         | 2019 | 16 de diciembre de 2022 (Original) 17 de octubre de 2023 (Alternate)   | Just Dance 2021         |
| Rare                                            | Selena Gomez                                                  | 2020 | 16 de diciembre de 2022 (Original) 27 de enero de 2023 (Alternate)     | Just Dance 2021         |
| Beep Beep I'm a Sheep                           | LilDeuceDeuce ft. BlackGryph0n y TomSka                       | 2017 | 21 de diciembre de 2022                                                | Just Dance 2018         |
| Boys                                            | Lizzo                                                         | 2018 | 21 de diciembre de 2022                                                | Just Dance 2019         |
| Cola Song                                       | Inna ft. J Balvin                                             | 2014 | 21 de diciembre de 2022 (Original) 19 de enero de 2023 (Alternate)     | Just Dance 2017         |
| Crucified                                       | Army of Lovers                                                | 1991 | 21 de diciembre de 2022                                                | Just Dance 4            |
| Dark Horse                                      | Katy Perry                                                    | 2013 | 21 de diciembre de 2022                                                | Just Dance 2015         |
| Dance Monkey                                    | Tones and I                                                   | 2019 | 21 de diciembre de 2022                                                | Just Dance 2021         |
| I Will Survive                                  | Gloria Gaynor                                                 | 1978 | 21 de diciembre de 2022                                                | Just Dance 2014         |
| Lacrimosa                                       | Apashe                                                        | 2018 | 21 de diciembre de 2022                                                | Just Dance 2021         |
| Me Too                                          | Meghan Trainor                                                | 2016 | 21 de diciembre de 2022                                                | Just Dance 2017         |
| Mood                                            | 24kGoldn ft. Iann Dior                                        | 2020 | 21 de noviembre de 2022 (Alternate) 21 de diciembre de 2022 (Original) | Just Dance 2022         |
| She's Got Me Dancing                            | Tommy Sparks                                                  | 2009 | 21 de diciembre de 2022                                                | Just Dance 3            |
| Tel Aviv                                        | Omer Adam ft. Arisa                                           | 2013 | 21 de diciembre de 2022                                                | Just Dance 2020         |
| All About That Bass                             | Meghan Trainor                                                | 2014 | 12 de enero de 2023                                                    | Just Dance 2016         |
| Dame Tu Cosita                                  | El Chombo con Cutty Ranks                                     | 2018 | 12 de enero de 2023                                                    | Just Dance 2018         |
| Mamasita                                        | Latino Sunset                                                 | 2001 | 12 de enero de 2023                                                    | Just Dance 3            |
| Stop Movin                                      | Royal Republic                                                | 2019 | 12 de enero de 2023                                                    | Just Dance 2020         |
| Soul Searchin                                   | Groove Century                                                | 1999 | 12 de enero de 2023                                                    | Just Dance 3            |
| Believer                                        | Imagine Dragons                                               | 2017 | 19 de enero de 2023                                                    | Just Dance 2022         |
| Sweet Little Unforgettable Thing                | Bea Miller                                                    | 2017 | 19 de enero de 2023                                                    | Just Dance 2019         |
| Think About Things                              | Daði Freyr                                                    | 2020 | 19 de enero de 2023                                                    | Just Dance 2022         |
| This Is How We Do                               | Katy Perry                                                    | 2014 | 19 de enero de 2023 19 de enero de 2023 (Alternate)                    | Just Dance 2016         |
| Born This Way                                   | Lady Gaga                                                     | 2011 | 27 de enero de 2023 27 de enero de 2023 (Alternate)                    | Just Dance 2016         |
| Jambo Mambo                                     | Ole Orquestra                                                 | 1997 | 27 de enero de 2023                                                    | Just Dance 2            |
| Proud Mary                                      | Ike & Tina Turner                                             | 1970 | 27 de enero de 2023                                                    | Just Dance 2            |
| Jungle Boogie*                                  | Studio Musicians (Kool & the Gang)                            | 1973 | 3 de febrero de 2023                                                   | Just Dance 2            |
| These Boots Are Made for Walkin*                | The Girly Team (Nancy Sinatra)                                | 1965 | 3 de febrero de 2023                                                   | Just Dance 2016         |
| Till the World Ends*                            | The Girly Team (Britney Spears)                               | 2011 | 3 de febrero de 2023                                                   | Just Dance 2021         |
| Twist and Shake It*                             | The Girly Team                                                | 2009 | 3 de febrero de 2023                                                   | Just Dance 3            |
| Idealistic                                      | Digitalism                                                    | 2007 | 10 de febrero de 2023                                                  | Just Dance 2            |
| Joone Khodet                                    | Black Cats                                                    | 2006 | 10 de febrero de 2023                                                  | Just Dance 2021         |
| Katti Kalandal                                  | Bollywood                                                     | 2004 | 10 de febrero de 2023                                                  | Just Dance 2            |
| Last Friday Night (T.G.I.F.)                    | Katy Perry                                                    | 2011 | 10 de febrero de 2023                                                  | Just Dance 2022         |
| Mr. Blue Sky*                                   | The Sunlight Shakers (Electric Light Orchestra)               | 1978 | 10 de febrero de 2023                                                  | Just Dance 2022         |
| A Little Party Never Killed Nobody (All We Got) | Fergie ft. Q-Tip & GoonRock                                   | 2013 | 16 de febrero de 2023                                                  | Just Dance 2019         |
| Funkytown*                                      | Sweat Invaders (Lipps Inc.)                                   | 1980 | 16 de febrero de 2023                                                  | Just Dance 2            |
| Rock n Roll                                     | Avril Lavigne                                                 | 2013 | 16 de febrero de 2023                                                  | Just Dance 2014         |
| You're the One That I Want*                     | From the movie Grease (John Travolta & Olivia Newton-John)    | 1978 | 16 de febrero de 2023                                                  | Just Dance 2016         |
| Baby Girl                                       | Reggaeton                                                     | 2009 | 23 de febrero de 2023                                                  | Just Dance 2            |
| Cercavo Amore                                   | Emma Marrone                                                  | 2011 | 23 de febrero de 2023                                                  | Just Dance 4            |
| Error                                           | Natalia Nykiel                                                | 2016 | 23 de febrero de 2023                                                  | Just Dance 2018         |
| Karaoke Forever - Future Underworld Mix         | Alan Tam                                                      | 1990 | 23 de febrero de 2023                                                  | Just Dance 2017 (China) |
| Leg Song                                        | Lulu                                                          | 2016 | 23 de febrero de 2023                                                  | Just Dance 2017 (China) |
| Call Me Maybe                                   | Carly Rae Jepsen                                              | 2011 | 27 de febrero de 2023 (Original) 17 de agosto de 2023 (Alternate)      | Just Dance 4            |
| So What                                         | P!nk                                                          | 2008 | 9 de marzo de 2023                                                     | Just Dance 4            |
| I Want You Back                                 | The Jackson 5                                                 | 1969 | 24 de marzo de 2023                                                    | Just Dance 2            |
| Más Que Nada                                    | Sergio Mendes ft. The Black Eyed Peas                         | 2006 | 24 de marzo de 2023                                                    | Just Dance 4            |
| I Kissed A Girl                                 | Katy Perry                                                    | 2008 | 24 de marzo de 2023                                                    | Just Dance 2014         |
| Dragostea Din Tei                               | O-Zone                                                        | 2003 | 24 de marzo de 2023                                                    | Just Dance 2017         |
| Panini                                          | Lil Nas X                                                     | 2019 | 24 de marzo de 2023                                                    | Just Dance 2020         |
| Alright                                         | Supergrass                                                    | 1995 | 30 de marzo de 2023                                                    | Just Dance 2            |
| Ain't No Mountain High Enough                   | Marvin Gaye y Tammi Terrell                                   | 1967 | 6 de abril de 2023                                                     | Just Dance 2015         |
| Livin' la Vida Loca                             | Ricky Martin                                                  | 1999 | 13 de abril de 2023                                                    | Just Dance 4            |
| Flashdance... What a Feeling*                   | The Girly Team (Irene Cara)                                   | 1983 | 20 de abril de 2023                                                    | Just Dance 2014         |
| What Is Love*                                   | Ultraclub 90 (Haddaway)                                       | 1993 | 20 de abril de 2023                                                    | Just Dance 2017         |
| Dynamite                                        | Taio Cruz                                                     | 2010 | 20 de abril de 2023                                                    | Just Dance 3            |
| Bailando                                        | Paradisio ft. Maria Garcia & DJ Patrick Samoy                 | 1996 | 20 de abril de 2023                                                    | Just Dance 2021         |
| Positions                                       | Ariana Grande                                                 | 2020 | 28 de abril de 2023                                                    | Just Dance 2022         |
| Side to Side                                    | Ariana Grande ft. Nicki Minaj                                 | 2016 | 28 de abril de 2023                                                    | Just Dance 2018         |
| Into You                                        | Ariana Grande                                                 | 2016 | 28 de abril de 2023                                                    | Just Dance 2017         |
| Don't Call Me Up                                | Mabel                                                         | 2019 | 28 de abril de 2023                                                    | Just Dance 2020         |
| Move Your Feet                                  | Junior Senior                                                 | 2003 | 2 de mayo de 2023                                                      | Just Dance 2            |
| Applause                                        | Lady Gaga                                                     | 2013 | 2 de mayo de 2023 (Original) 15 de junio de 2023 (Alternate)           | Just Dance 2014         |
| The Fox (What Does the Fox Say?)                | Ylvis                                                         | 2013 | 2 de mayo de 2023 (Original) 17 de mayo de 2023 (Alternate)            | Just Dance 2015         |
| Cake by the Ocean                               | DNCE                                                          | 2015 | 2 de mayo de 2023                                                      | Just Dance 2017         |
| You Make Me Feel (Mighty Real)                  | Sylvester                                                     | 1978 | 9 de mayo de 2023                                                      | Just Dance 2022         |
| Waterloo                                        | ABBA                                                          | 1974 | 25 de mayo de 2023                                                     | ABBA: You Can Dance     |
| Toy                                             | Netta                                                         | 2018 | 25 de mayo de 2023                                                     | Just Dance 2019         |
| Heat Seeker                                     | DREAMERS                                                      | 2021 | 1 de junio de 2023                                                     | Just Dance 2021         |
| Big Girl (You Are Beautiful)                    | MIKA                                                          | 2007 | 1 de junio de 2023                                                     | Just Dance 2            |
| Flash (Just Dance Version)                      | Bilal Hassani ft. Sundy Jules, Paola Locatelli & Sulivan Gwed | 2020 | 1 de junio de 2023                                                     | Just Dance 2021         |
| Honey, Honey                                    | ABBA                                                          | 1974 | 1 de junio de 2023                                                     | ABBA: You Can Dance     |
| Louie Louie                                     | Iggy Pop                                                      | 1993 | 1 de junio de 2023                                                     | Just Dance              |
| Old Town Road (Remix)                           | Lil Nas X ft. Billy Ray Cyrus                                 | 2019 | 8 de junio de 2023                                                     | Just Dance 2020         |
| Kissing Strangers                               | DNCE ft. Nicki Minaj                                          | 2017 | 8 de junio de 2023                                                     | Just Dance 2018         |
| Malibu                                          | Kim Petras                                                    | 2020 | 8 de junio de 2023                                                     | Just Dance 2022         |
| John Cena                                       | Sho Madjozi                                                   | 2019 | 8 de junio de 2023                                                     | Just Dance 2021         |
| Why Oh Why                                      | Love Letter                                                   | 2010 | 22 de junio de 2023                                                    | Just Dance 2            |
| Dare To Live                                    | Trady                                                         | 2021 | 29 de junio de 2023                                                    | Just Dance 2022 (China) |
| Acceptable in the 80s                           | Calvin Harris                                                 | 2007 | 17 de octubre de 2023                                                  | Just Dance              |
| Animals                                         | Martin Garrix                                                 | 2013 | 17 de octubre de 2023                                                  | Just Dance 2016         |
| Bad Habits                                      | Ed Sheeran                                                    | 2021 | 17 de octubre de 2023                                                  | Just Dance 2022         |
| Bad Liar                                        | Selena Gomez                                                  | 2017 | 17 de octubre de 2023                                                  | Just Dance 2018         |
| Barbie Girl                                     | AQUA (Countdown Dee’s Hit Explosion)                          | 1977 | 17 de octubre de 2023                                                  | Just Dance 2            |
| Beauty and a Beat                               | Justin Bieber ft. Nicki Minaj                                 | 2012 | 17 de octubre de 2023                                                  | Just Dance 4            |
| Carmen (Overture)                               | Georges Bizet (The Just Dance Orchestra)                      | 1875 | 17 de octubre de 2023                                                  | Just Dance 2018         |
| Chiwawa                                         | Wanko Mi Mero Mero                                            | 2015 | 17 de octubre de 2023 (Alternate)                                      | Just Dance 2017         |
| Cool for the Summer                             | Demi Lovato                                                   | 2015 | 17 de octubre de 2023                                                  | Just Dance 2016         |
| Don't You Worry Child                           | Swedish House Mafia ft. John Martin                           | 2012 | 17 de octubre de 2023                                                  | Just Dance 2014         |
| Down by the Riverside                           | The Reverend Horatio Duncan & Amos Sweets                     | 1918 | 17 de octubre de 2023                                                  | Just Dance 2            |
| Fuetbol Crazy                                   | The World Cup Girls                                           | 2006 | 17 de octubre de 2023                                                  | Just Dance 2            |
| Girlfriend                                      | Avril Lavigne                                                 | 2007 | 17 de octubre de 2023                                                  | Just Dance 2            |
| Hangover (BaBaBa)                               | Buraka Som Sistema                                            | 2011 | 17 de octubre de 2023                                                  | Just Dance 2016         |
| Hungrian Dance No. 5                            | Johannes Brahms by Just Dance Classical Orchestra             | 1869 | 17 de octubre de 2023                                                  | Just Dance 3            |
| Ievan Polkka                                    | Hatsune Miku                                                  | 2007 | 17 de octubre de 2023                                                  | Just Dance 2016         |
| Kaboom Pow                                      | Nikki Yanofsky                                                | 2014 | 17 de octubre de 2023                                                  | Just Dance 2016         |
| Mashed Potato Time                              | Dee Dee Sharp                                                 | 1962 | 17 de octubre de 2023                                                  | Just Dance              |
| Money, Money, Money                             | ABBA                                                          | 1976 | 17 de octubre de 2023                                                  | ABBA: You Can Dance     |
| Moskau                                          | Dschinghis Khan (Dancing Bros.)                               | 1979 | 17 de octubre de 2023                                                  | Just Dance 2014         |
| Never Can Say Goodbye                           | Gloria Gaynor                                                 | 1974 | 17 de octubre de 2023                                                  | Just Dance 2015         |
| Ona Tańczy Dla Mnie                             | Weekend                                                       | 2012 | 17 de octubre de 2023                                                  | Just Dance 2017         |
| Professor Pumplestickle                         | Nick Phoenix & Thomas Bergersen                               | 2009 | 17 de octubre de 2023                                                  | Just Dance 2            |
| Risky Business                                  | Jorge Blanco                                                  | 2017 | 17 de octubre de 2023                                                  | Just Dance 2018         |
| Samba de Janeiro                                | Bellini (Ultraclub 90)                                        | 1997 | 17 de octubre de 2023                                                  | Just Dance 2021         |
| Satellite                                       | Lena Meyer-Landurt                                            | 2010 | 17 de octubre de 2023                                                  | Just Dance 3            |
| Skibidi                                         | Little Big                                                    | 2018 | 17 de octubre de 2023                                                  | Just Dance 2020         |
| Slumber Party                                   | Britney Spears                                                | 2016 | 17 de octubre de 2023                                                  | Just Dance 2018         |
| Smalltown Boy                                   | Bronski Beat                                                  | 1984 | 17 de octubre de 2023                                                  | Just Dance 2022         |
| So Glamorous                                    | Harlin James & Clav (The Girly Team)                          | 2012 | 17 de octubre de 2023                                                  | Just Dance 4            |
| Super Trouper                                   | ABBA                                                          | 1980 | 17 de octubre de 2023                                                  | ABBA: You Can Dance     |
| UNO                                             | Little Big                                                    | 2020 | 17 de octubre de 2023                                                  | Just Dance 2021         |
| When the Rain Begins to Fall                    | Jermaine Jackson & Pia Zadora (Sky Trucking)                  | 1984 | 17 de octubre de 2023                                                  | Just Dance 2016         |
| William Tell Overture                           | Rossini                                                       | 1829 | 17 de octubre de 2023                                                  | Just Dance 2016         |
| You Can Dance                                   | Chilly Gonzales                                               | 2010 | 17 de octubre de 2023                                                  | Just Dance 2022         |